# Spot (film)
Pour les articles homonymes, voir Spot.
Pour plus de détails, voir Fiche technique et Distribution.
Spot (See Spot Run) est une comédie américaine réalisée par John Whitesell et sortie en 2001

## Synopsis
Un facteur adopte un chien errant sans savoir qu'il s'agit d'un chien du FBI entraîné à la détection des stupéfiants.
La cible favorite des chiens de garde reste incontestablement le facteur. Les tournées quotidiennes de ces valeureux fonctionnaires exigent donc une préparation minutieuse, une vigilance sans faille et des nerfs d'acier. C'est du moins de cette manière que Gordon Smith (David Arquette) conçoit et exerce son humble et héroïque métier.
Entre deux colis livrés, Gordon rêve de Stephanie (Leslie Bibb), sa charmante voisine, et tente d'obtenir ses faveurs. Un jour, celle-ci est appelée en ville pour une affaire urgente et se voit abandonnée au dernier moment par sa baby-sitter. Gordon lui propose aussitôt de garder James (Angus T. Jones), son fils de sept ans, sans se douter qu'il met le doigt dans un engrenage fatal.
Au même moment, l'agent du FBI Murdoch (Michael Clarke Duncan) apprend avec consternation que l'Agent 11, son coéquipier canin, va lui être retiré. Ce chien n'a pas seulement fait échouer la dernière opération criminelle du Parrain Sonny Talia (Paul Sorvino), il l'a également privé d'un organe essentiel, s'attirant ainsi sa haine éternelle. La police fédérale a donc fait de l'animal un Témoin Protégé et l'a confié à un ange gardien censé lui fournir une nouvelle identité et un refuge sûr.
Or, ce dernier alerte sans tarder les deux hommes de main de Talia chargés d'éliminer l'Agent 11 : Gino (Joe Viterelli) et Arliss (Steven Schirripa). Fuyant ces tueurs, le chien bondit... dans la fourgonnette de Gordon, que le petit James accompagnait dans sa tournée.

## Fiche technique
- Titre : Spot
- Titre original : See Spot Run
- Réalisation : John Whitesell
- Scénario : George Gallo, Gregory Poirier, Dan Baron, Chris Faber, Andrew Deane, Michael Alexander Miller, Stuart Gibbs et Craig Titley
- Musique : John Debney
- Photographie : John S. Bartley
- Montage : Cara Silverman (en)
- Production : Andrew Deane, Robert Simonds et Tracey Trench
- Société de production : Village Roadshow Pictures, NPV Entertainment, Robert Simonds Productions et Spot Pictures
- Société de distribution : Warner Bros.
- Pays de production :  États-Unis,  Australie et  Canada
- Genre : Action et comédie policière
- Durée : 94 minutes
- Dates de sortie : 
  - États-Unis : 2 mars 2001
  - France : 18 juillet 2001

## Distribution
- David Arquette (VF : David Kruger ; VQ : Sébastien Dhavernas) : Gordon Smith
- Angus T. Jones (VF : Jules Sitruk ; VQ : Émile Mailhiot) : James
- Leslie Bibb (VF : Laura Préjean ; VQ : Christine Bellier) : Stéphanie
- Anthony Anderson (VF : Jean-Paul Pitolin ; VQ : Gilbert Lachance) : Benny
- Michael Clarke Duncan (VF : Benoît Allemane ; VQ : Guy Nadon) : agent du FBI Murdoch
- Paul Sorvino (VQ : Raymond Bouchard) : Sonny Talia
- Joe Viterelli (VF : Michel Tugot-Doris ; VQ : Yves Massicotte) : Gino
- Steven Schirripa (VF : Jean-Jacques Nervest ; VQ : Benoît Rousseau) : Arliss